# Semenarca
Semenarca o spermarca indica la prima eiaculazione sperimentata dai maschi a partire dalla pubertà. Essa sancisce il passaggio all'età adulta e ne inizia alla possibilità di riprodursi.
È la controparte maschile all'omologo menarca che si presenta nelle femmine. A seconda della loro educazione, delle differenze culturali e della loro conoscenza sessuale, i ragazzi possono avere reazioni diverse allo spermarca, che vanno dalla paura all'eccitazione. Lo spermarca è uno dei primi eventi della vita di un maschio che porta alla maturità sessuale. Si verifica al momento in cui le caratteristiche sessuali secondarie stanno cominciando a svilupparsi.
Non è facile determinare l'età in cui si verifica lo spermarca. Tuttavia, i ricercatori hanno cercato di determinare l'età in varie popolazioni prendendo campioni di urina di ragazzi e determinando la presenza di spermatozoi. La presenza dello sperma nelle urine viene definita come spermaturia. Da varie fonti, sembra che lo spermarca si verifichi tra i 13 e i 15 anni di età nella maggior parte dei casi, con età media stimata di 14,1 anni.
In uno studio, ai ragazzi è stato chiesto le circostanze in cui si è verificata la loro prima eiaculazione. Di solito questa si è verificato attraverso un'emissione notturna, con un numero significativo che hanno sperimentato il semenarca attraverso la masturbazione. Meno comunemente, la prima eiaculazione si è verificata durante un rapporto sessuale con un partner.